# Changtse
Changtse (tibetano para "pico norte") é uma montanha situada entre o Glaciar Rongbuk no Tibete, China, imediatamente a norte do Monte Everest. 
A altitude dada de 7.543 metros foi feita através de um mapeamento chinês moderno. Algumas autoridades atribuem 7583 metros de altitude a esta montanha.
A geleira Changtse flui para o norte para o Glaciar Rongbuk. É possível que o terceiro maior lago do mundo esteja  na geleira Changtse, a 6.216 metros de altitude.

## Vista aérea

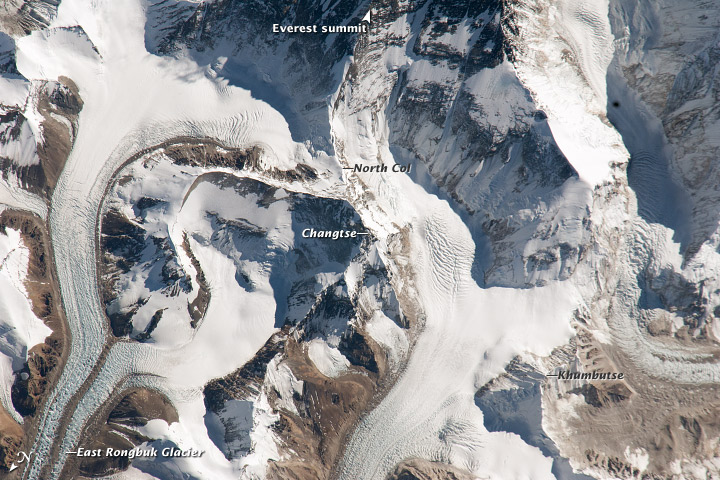
Changtse